# ویکتوریا وانیر
ویکتوریا اولکساندریونا وانیر (اوکراینی: Вікторія Олександрівна Вагнєр ; متولد ۲۱ مه ۱۹۸۱) یک سیاستمدار اوکراینی است که در حال حاضر به عنوان معاون خلق اوکراین از پیشکار مردم نماینده حوزه انتخاباتی ۱۸۳ اوکراین از ۲۹ اوت ۲۰۱۹ فعالیت می‌کند.
ویکتوریا اولکساندریونا وانیر در ۲۱ مه ۱۹۸۱ در روستای Qalbatau به دنیا آمد. (در آن زمان گئورگیفکا نامیده می‌شد)، در جایی که در آن زمان جمهوری سوسیالیستی شوروی قزاقستان اتحاد جماهیر شوروی بود. او فارغ‌التحصیل کالج پزشکی پایه خرسون به عنوان پیراپزشکی زنان و زایمان و از دانشگاه ملی خارکف با تخصص در تجارت پزشکی است. او همچنین پس از گذراندن دوره کارآموزی در بیمارستان بالینی شهر لوچانسکی در زمینه زنان و زایمان تخصص گرفت. او در حال حاضر در دانشکده مدیریت و مدیریت دولتی دانشگاه فنی ملی خرسون مشغول به تحصیل است.